# Hydaticus propinquus
Hydaticus propinquus är en skalbaggsart som beskrevs av Guignot 1951. Hydaticus propinquus ingår i släktet Hydaticus och familjen dykare. Inga underarter finns listade i Catalogue of Life.